# Steinerberg
Steinerberg est une commune suisse du canton de Schwytz, située dans le district de Schwytz.

## Géographie

Photo aérienne (1953)

Selon l'Office fédéral de la statistique, Steinerberg mesure 6,9 km2.

## Démographie
Selon l'Office fédéral de la statistique, Steinerberg compte 951 habitants fin 2022. Sa densité de population atteint 138 hab./km2.
Le graphique suivant résume l'évolution de la population de Steinerberg entre 1850 et 2008 :

## Personnalité
- Kolumban Reichlin, aumônier de la Garde Suisse Pontificale